# Elena Garro

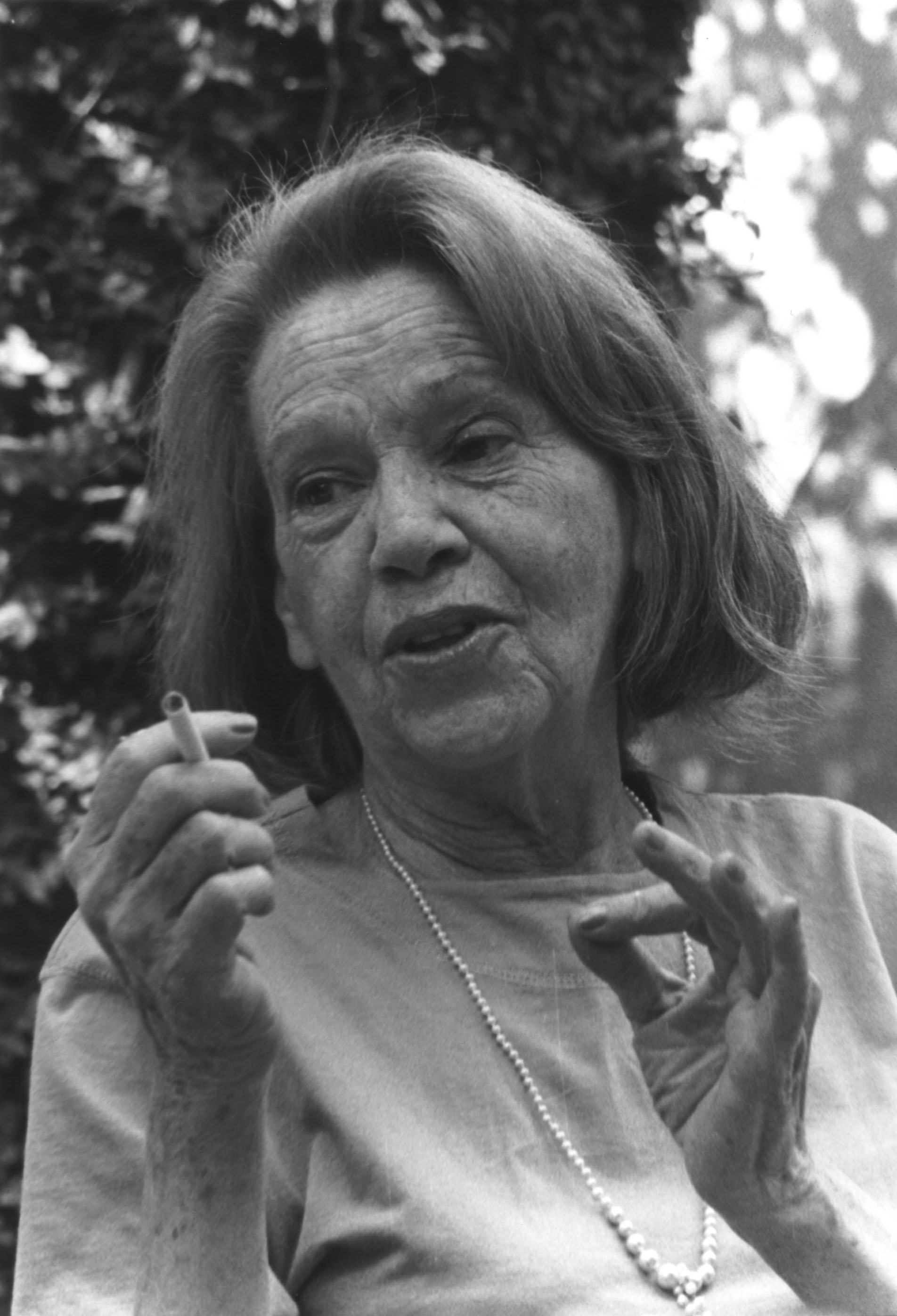
Elena Garro

Elena Garro (Puebla de Zaragoza, 11 dicembre 1916 – Cuernavaca, 22 agosto 1998) è stata una giornalista, sceneggiatrice e scrittrice messicana legata al movimento del Realismo magico, benché abbia sempre respinto questa identificazione, considerandola un’etichetta mercantilista. Alcuni critici la considerano la seconda scrittrice messicana più importante, dopo Sor Juana Inés de la Cruz..

## Biografia
Suo padre era spagnolo e sua madre messicana, era la terza di cinque figli. Ha passato la sua infanzia a Città del Messico dove ha studiato letteratura, coreografia e teatro nella Facoltà di Filosofia e Lettere dell’Università Nazionale Autonoma del Messico, dove partecipava attivamente nel gruppo di teatro di Julio Bracho. Ebbe un matrimonio burrascoso con Octavio Paz, con cui si sposò nel 1937, e al suo seguito, prese parte in Spagna al Secondo Congresso Internazionale degli Scrittori Antifascisti in Difesa della Cultura, nel pieno della Guerra civile spagnola. Al Congresso presero parte intellettuali dissidenti come César Vallejo, María Zambrano, Vicente Huidobro, Pablo Neruda, ma anche Rafael Alberti, André Malraux, Tristan Tzara, W.H. Auden, Antonio Machado, José Bergamin, Rafael Alberti, Heinrich Mann, l'italiano Ambrogio Donini e Elena allora, poco più che ventenne, non fu pienamente travolta immediatamente dallo spirito del congresso. Tuttavia nelle Memorie di Spagna, scritto poi nel 1986, riporta un resoconto dettagliato e super partes di quell'evento, denotando anche il segno che esso lasciò in lei, portandola poi a posizione più nette. Dopo il divorzio, avvenuto nel 1959, trascorse i venti anni successivi tra Stati Uniti Madrid e Parigi in compagnia della figlia Helenita, fino al suo ritorno a Cuernavaca, in Messico, nel 1994, dove morì in assoluta povertà.
Professa cattolica, devota a san Michele e alla Vergine di Guadalupe, era un'estimatrice della vita agreste e non accettò mai l'etichetta di esponente del realismo magico che la critica le attribuì. Contribuì a dare un ruolo alle donne in un ambiente prettamente maschile quale era quello della letteratura dell'epoca. Vicina a Carlos Madrazo, presidente del Partido Revolucionario Institucional, accusò gli intellettuali di sinistra -di cui l'ex marito era una personalità di spicco- di essere i veri responsabili del massacro di Tlatelolco.

## Stile
Sebbene sia quasi sconosciuta fuori dal suo paese, Elena Garro è una delle figure più interessanti della dramaturgia messicana attuale. Le sue opere partecipano pienamente al concetto di teatro come comunicazione poetica e illogica, al di là delle differenze nelle tecniche e nei contenuti, è possibile inserire il suo lavoro nel movimento chiamato “teatro dell’assurdo”. Garro dimostra nel suo teatro una marcata preferenza per la questione delle relazioni tra diversi aspetti della realtà e persino tra realtà dissimili, i suoi personaggi oscillano tra realtà e illusione, questa altalena allucinante si riflette nello specchio scintillante delle illusioni attraverso cui passano. La sua opera è basata frequentemente su elementi folk, i quali permettono di costruire un mundo in cui i confini tra la realtà e l’immaginario scompaiono quando si percepiscono quotidianamente.

## Opere

### Romanzi
- Los recuerdos del porvenir, México, Joaquín Mortiz, 1963.
- Andamos huyendo Lola, México, Joaquín Mortiz, 1980.
- Testimonios sobre Mariana, México, Grijalbo, 1981.
- Reencuentro de personajes, México, Grijalbo, 1982.
- La casa junto al río. México, Grijalbo, 1983.
- Y Matarazo no llamó..., México, Grijalbo, 1991.
- Inés. México, Grijalbo, 1995.
- Busca mi esquela & Primer amor. 2. ed. Monterrey, Ediciones Castillo, 1998.
- Un traje rojo para un duelo. Monterrey, Ediciones Castillo, 1996.
- Un corazón en un bote de basura, México, Joaquín Mortiz, 1996.
- Mi hermanita Magdalena, Monterrey, Ediciones Castillo, 1998.

### Teatro
- "Un hogar sólido", Mañana. La revista de México, 3 agosto 1957, pp. 36–41. In quello stesso anno è stato pubblicato in Sur, 251, marzo-aprile 1958, pp. 30–39.
- "El rey mago", Revista de la Universidad de México, 7, marzo 1958, pp. 1–2 y 8-9.
- "La mudanza", La palabra y el hombre, 10, aprile-giugno 1959, pp. 263–274.
- "La señora en su balcón", La palabra y el hombre, 11, luglio-settembre 1959, pp. 435–444; Tercera antología de obras en un acto (Wilberto Cantón, Elena Garro, Carlos Solórzano y Rodolfo Usigli), México, Collezione teatro messicano, 1960, pp. 25–40.
- "El árbol", Revista mexicana de literatura, 3-4, marzo-aprile 1963, pp. 10–31 y El árbol, México, Colección Teatro de bolsillo, vol. XVIII, 1967.
- "La dama boba", Revista de la Escuela de Arte Teatral, 6, 1963, pp. 77–126.
- "Los perros", Revista de la Universidad de México, marzo 1965, pp. 20–23.
- "Felipe Ángeles", Revista Coatl, 8, otoño de 1967.
- "Benito Fernández", Casa del tiempo, 6, febbraio 1981, pp. 5–19.
- "El rastro", Tramoya, 21-22, settembre-dicembre 1981, pp. 55–67.
- "Parada San Ángel", Tramoya, 84, luglio-settembre 2005, pp. 5–41

### Narrativa
- "El árbol o fragmento de un diario", México en la cultura (Suplemento di Novedades), 22 giugno 1958, pp. 2 y 4.
- "Perfecto Luna", Revista de la Universidad de México, agosto 1958, pp. 7–9.
- "El día que fuimos perros", Revista de la Universidad de México XVII, dicembre 1962, pp. 22–23.
- "Nuestras vidas son los ríos", La palabra y el hombre Núm. 25, gennaio-marzo 1963, pp. 123–130.
- "La culpa es de los tlaxcaltecas", Revista mexicana de literatura Núm. 3-4, marzo-aprile 1964, pp. 12–28.
- "La culpa es de los tlaxcaltecas", La palabra y el hombre Núm. 30, aprile-giugno 1964, pp. 269–283.
- "El duende", Revista de la Universidad de México, Núm. 8, aprile 1964, pp. 21–23.
- "El zapaterito de Guanajuato", Cuadernos de Bellas Artes Núm. 5, maggio 1964, pp. 11–20.
- "¿Qué hora es?", Diálogos 1, novembre-dicembre 1964, pp. 18–23.
- "Era Mercurio", Coatl 4, inverno 1965-1966, s.p.

## Opere tradotte in italiano
- Memorie di Spagna 1937, trad. di Paolo Ferrari e Rocìo Luque, Sesto San Giovanni, Editoriale Jouvence, 2021
- I ricordi dell'avvenire, trad. di Rocio Luque, Roma, Aracne, 2010
- I ricordi dell'avvenire, trad. di Francesca Lazzarato, Sur, 2024

## Premi
- Premio Xavier Villaurrutia 1963, per Los recuerdos del porvenir
- Premio Grijalbo 1981, per Testimonios sobre Mariana
- Premio Bellas Artes de Narrativa Colima para Obra Publicada, 1996
- Premio Sor Juana Inés de la Cruz, 1996